# Mistrzostwa Europy w Koszykówce Kobiet 1999
Mistrzostwa Europy w Koszykówce Kobiet 1999 – 27. edycja mistrzostw Europy w koszykówce kobiet, zorganizowana przez FIBA Europa w Polsce w dniach 28 maja – 6 czerwca 1999, mająca na celu wyłonienie najlepszej żeńskiej reprezentacji koszykarskiej w Europie. W turnieju wzięło udział 12 drużyn narodowych. Mistrzynie Europy uzyskiwały bezpośrednią kwalifikację do turnieju olimpijskiego Letnich Igrzysk 2000 w Sydney. Tryumfatorkami imprezy - po raz pierwszy w historii - zostały Polki. Był to trzeci kontynentalny czempionat koszykarek przeprowadzony w Polsce (wcześniej 1958 i 1978).

## Obiekty
Turniej został rozegrany w 3 halach widowiskowo-sportowych w 3 miastach:
- Hali Arenie w Poznaniu (5000 miejsc)
- Hali Znicz w Pruszkowie (3000 miejsc)
- Spodku w Katowicach (8000 miejsc)

## Zakwalifikowane drużyny
12 reprezentacji zostało rozlosowanych do dwóch 6-zespołowych grup. Po rozegraniu pięciu serii spotkań w obu grupach, 4 najlepsze drużyny z każdej z grup awansowało do fazy pucharowej (ćwierćfinałów).
| Grupa A - Chorwacja - Francja - Łotwa - Niemcy - Rosja - Słowacja | Grupa B - Bośnia i Hercegowina - Czechy - Jugosławia - Litwa - Polska - Włochy |  |

## Faza grupowa

### Grupa A

#### Wyniki
28 maja 1999
| Chorwacja | 71:76 (38:32) | Łotwa   |
| Rosja     | 65:48 (35:27) | Niemcy  |
| Słowacja  | 43:56 (17:35) | Francja |

29 maja 1999
| Niemcy  | 63:73 (24:44) | Chorwacja |
| Francja | 53:59 (23:30) | Rosja     |
| Łotwa   | 43:68 (25:18) | Słowacja  |

30 maja 1999
| Chorwacja | 50:73 (18:35) | Rosja   |
| Łotwa     | 56:63 (38:37) | Francja |
| Słowacja  | 75:61 (40:27) | Niemcy  |

1 czerwca 1999
| Francja | 71:51 (36:24) | Chorwacja |
| Niemcy  | 75:65 (41:32) | Łotwa     |
| Rosja   | 71:59 (35:34) | Słowacja  |

2 czerwca 1999
| Niemcy   | 60:68 (29:31)  | Francja   |
| Słowacja | 53:64 (26:30)  | Chorwacja |
| Łotwa    | 71:100 (42:48) | Rosja     |

#### Tabela
|     |           |       |               |                 |                |                 |                |        |
| Lp. | Drużyna   | Mecze | Mecze wygrane | Mecze przegrane | Punkty zdobyte | Punkty stracone | Bilans punktów | Punkty |
| 1.  | Rosja     | 5     | 5             | 0               | 368            | 281             | +87            | 10     |
| 2.  | Francja   | 5     | 4             | 1               | 311            | 269             | +42            | 9      |
| 3.  | Chorwacja | 5     | 2             | 3               | 309            | 336             | -27            | 7      |
| 4.  | Słowacja  | 5     | 2             | 3               | 298            | 295             | +3             | 7      |
| 5.  | Niemcy    | 5     | 1             | 4               | 307            | 346             | -39            | 6      |
| 6.  | Łotwa     | 5     | 1             | 4               | 311            | 377             | -66            | 6      |

### Grupa B

#### Wyniki
28 maja 1999
| Czechy     | 67:52 (37:20) | Włochy               |
| Litwa      | 79:72 (38:30) | Polska               |
| Jugosławia | 93:48 (43:28) | Bośnia i Hercegowina |

29 maja 1999
| Włochy               | 57:63 (24:31) | Litwa      |
| Polska               | 81:74 (41:40) | Jugosławia |
| Bośnia i Hercegowina | 59:90 (29:45) | Czechy     |

30 maja 1999
| Jugosławia           | 59:55 (35:33)                 | Litwa  |
| Czechy               | po dogr. 78:75 (37:41; 65:65) | Polska |
| Bośnia i Hercegowina | 44:64 (28:35)                 | Włochy |

1 czerwca 1999
| Litwa  | po dogr. 86:76 (38:40; 72:72)) | Czechy               |
| Polska | 75:53 (36:26)                  | Bośnia i Hercegowina |
| Włochy | 59:58 (26:34)                  | Jugosławia           |

2 czerwca 1999
| Bośnia i Hercegowina | 69:99 (35:60) | Litwa      |
| Czechy               | 75:85 (35:42) | Jugosławia |
| Polska               | 80:71 (38:32) | Włochy     |

#### Tabela
|     |                      |       |               |                 |                |                 |                |        |
| Lp. | Drużyna              | Mecze | Mecze wygrane | Mecze przegrane | Punkty zdobyte | Punkty stracone | Bilans punktów | Punkty |
| 1.  | Litwa                | 5     | 4             | 1               | 382            | 333             | +49            | 9      |
| 2.  | Polska               | 5     | 3             | 2               | 383            | 355             | +28            | 8      |
| 3.  | Jugosławia           | 5     | 3             | 2               | 369            | 318             | +51            | 8      |
| 4.  | Czechy               | 5     | 3             | 2               | 386            | 357             | +29            | 8      |
| 5.  | Włochy               | 5     | 2             | 3               | 303            | 312             | -9             | 7      |
| 6.  | Bośnia i Hercegowina | 5     | 0             | 5               | 273            | 421             | -148           | 5      |

## Faza pucharowa

### Mecze o miejsca 9.–12.
4 czerwca 1999
| Niemcy | 65:75 (35:36) | Bośnia i Hercegowina |
| Włochy | 54:55 (24:32) | Łotwa                |

### Mecz o 11. miejsce
5 czerwca 1999
| Niemcy | 69:73 (36:31) | Włochy |

### Mecz o 9. miejsce
5 czerwca 1999
| Bośnia i Hercegowina | 60:64 (41:31) | Łotwa |

### Ćwierćfinały
4 czerwca 1999
| Francja | 64:58 (31:29) | Jugosławia |
| Litwa   | 63:69 (23:37) | Słowacja   |
| Polska  | 72:51 (32:24) | Chorwacja  |
| Rosja   | 61:51 (32:31) | Czechy     |

### Mecze o miejsca 5.–8.
5 czerwca 1999
| Jugosławia | 57:71 (32:31) | Litwa  |
| Chorwacja  | 52:67 (29:36) | Czechy |

### Mecz o 7. miejsce
6 czerwca 1999
| Jugosławia | 88:61 (52:32) | Chorwacja |

### Mecz o 5. miejsce
6 czerwca 1999
| Litwa | 43:53 (25:28) | Czechy |

### Półfinały
5 czerwca 1999
| Polska  | 66:61 (29:29) | Rosja    |
| Francja | 66:39 (33:16) | Słowacja |

### Mecz o 3. miejsce
6 czerwca 1999
| Rosja | 78:49 (35:22) | Słowacja |

### Finał
6 czerwca 1999
| Polska | 59:56 (35:31) | Francja |

## Klasyfikacja końcowa
|     |                      |
| Lp. | Drużyna              |
| 1.  | Polska               |
| 2.  | Francja              |
| 3.  | Rosja                |
| 4.  | Słowacja             |
| 5.  | Czechy               |
| 6.  | Litwa                |
| 7.  | Jugosławia           |
| 8.  | Chorwacja            |
| 9.  | Łotwa                |
| 10. | Bośnia i Hercegowina |
| 11. | Włochy               |
| 12. | Niemcy               |

## Skład reprezentacji Polski
- 4. Joanna Cupryś, 5. Krystyna Szymańska-Lara, 6. Elżbieta Trześniewska, 7. Beata Predehl, 8. Ilona Mądra (kapitan), 9. Agnieszka Jaroszewicz, 10. Dorota Szwichtenberg, 11. Sylwia Wlaźlak, 12. Małgorzata Dydek, 13. Patrycja Czepiec, 14. Katarzyna Dydek, 15. Katarzyna Dulnik. Selekcjoner: Tomasz Herkt.